# Harry Crews
Harry Eugene Crews (* 7. Juni 1935 in Bacon County, Georgia; † 28. März 2012 in Gainesville, Florida) war ein US-amerikanischer Schriftsteller, der bereits durch seinen Debütroman The Gospel Singer (1968) bekannt wurde und der in seinen teilweise autobiografischen Büchern oftmals düster-groteske Figuren beschrieb sowie als Vertreter der beißend-satirischen Südstaaten-Literatur („Southern Gothic“) gilt.

## Leben
Nach dem Schulbesuch leistete Crews, der in schwierigen und ärmlichen familiären Verhältnissen im ländlichen Georgia aufwuchs, während des Koreakrieges seinen Wehrdienst im US Marine Corps. Danach studierte er an der University of Florida und schloss dieses Studium mit einem Bachelor of Arts (B.A.) ab.
1968 veröffentlichte er mit The Gospel Singer seinen Debütroman, und beschrieb bereits in diesem Buch zahlreiche ausgeflippte, unrettbare und kaputte Gestalten. Diesem Werk folgten zahlreiche weitere Romane wie Car (1972), und in dem Crews einen Mann beschrieb, der sein Auto in kleinen Portionen verzehrte. In dem 1976 veröffentlichten Buch A Feast of Snakes schrieb er über ein alljährlich stattfindendes Klapperschlangen-Rodeo, das einen ganzen Ort gefangen nimmt.
Crews, der immer wieder durch Exzesse aufgrund seiner Alkoholkrankheit auffiel, beschrieb sein eigenes Leben in seinen 1978 unter dem Titel A Childhood: The Biography of a Place erschienenen Memoiren. Neben zahlreichen weiteren Romanen, die teilweise auch in deutscher Übersetzung herausgegeben wurden, erschienen mit Classic Crews: A Harry Crews Reader (1993) auch eine Anthologie sowie die beiden Novellen Where Does One Go When There's No Place Left to Go? (1995) und An American Family: The Baby with the Curious Markings (2006).
Neben seiner schriftstellerischen Tätigkeit war Crews auch als Dozent für Literatur und kreatives Schreiben am Broward Community College in Broward County in Florida sowie an der Wright State University in Dayton tätig.
Darüber hinaus spielte er zwei Nebenrollen, und zwar in Indian Runner (1991) von Sean Penn mit David Morse, Viggo Mortensen und Charles Bronson sowie sich selbst in dem Dokumentarfilm Searching for the Wrong-Eyed Jesus (2003) von Andrew Douglas.
Die beiden Indie-Musikerinnen Lydia Lunch und Kim Gordon benannten nach ihm die Hardcore Punk-Band Harry Crews und auch das 1989 erschienene Musikalbum Naked in Garden Hills.

## Veröffentlichungen
- The Gospel Singer, 1968
- Naked in Garden Hills, 1969
- This Thing Don't Lead to Heaven, 1970
- Karate is a Thing of the Spirit, 1971
- Car, 1972
- The Hawk is Dying, 1973
- The Gypsy's Curse, 1974
- A Feast of Snakes, 1976
- A Childhood: The Biography of a Place, 1978
- The Enthusiast, 1981
- All We Need of Hell, 1987
- The Knockout Artist, 1988
- Body, 1990
- Scar Lover, 1992
- Classic Crews: A Harry Crews Reader, 1993
- The Mulching of America, 1995
- Where Does One Go When There's No Place Left to Go?, 1995
- Celebration, 1998
- An American Family: The Baby with the Curious Markings, 2006

in deutscher Sprache
- Der Fluch, Originaltitel: The Gypsy’s Curse, Verlag Mox und Maritz, Bremen 2006, ISBN 978-3-934790-11-7
- Nackig in Garden Hills, Originaltitel: Naked in Garden Hills, Verlag Mox und Maritz, Bremen 2009, ISBN 978-3-934790-13-1
- Scar Lover, Originaltitel: Scar Lover, Verlag Mox und Maritz, Bremen 2009, ISBN 978-3-934790-16-2
- Florida Forever, Originaltitel Celebration, Verlag WALDE + GRAF bei Metrolit, Berlin 2015, ISBN 978-3-8493-0101-9